# Hybocamenta consentanea
Hybocamenta consentanea is een keversoort uit de familie bladsprietkevers (Scarabaeidae). De wetenschappelijke naam van de soort is voor het eerst geldig gepubliceerd in 1914 door Kolbe.